# 百日攻勢
百日攻勢是第一次世界大戰末期由協約國所發動的一系列攻勢。1918年8月8日，協約國在法國亞眠發動亞眠戰役，標誌著百日攻勢的開始；在往後的三個月內，協約國又多次在西方戰線上對同盟國防線實施了一系列攻勢，迫使其一路撤退至興登堡防線內。11月11日，同盟國軍隊無力再戰，被迫投降，雙方在法國北部城市貢比涅附近的森林中簽署了《康邊停戰協定》，第一次世界大戰正式結束。值得注意的是，「百日攻勢」這個詞彙指的是協約國軍隊自亞眠戰役後所實施的一系列快速推進作戰的總稱，而不是一場特定的戰役或一場統一的作戰攻勢。

## 背景
德意志帝國陸軍於1918年3月21日所發動的春季攻勢雖然在初期獲得了一定的成功，但至同年7月時已後繼無力。德軍成功推進至馬恩河沿線，卻始終無法獲取決定性的戰略突破。當馬恩河－雷姆斯作戰行動於7月間告終時，協約國最高指揮官費迪南·福煦下令在該地實施一場反擊攻勢，並引發了第二次馬恩河戰役。德軍意識到其將無法固守防線，遂自馬恩河沿線撤往北方。由於這次的勝利，福煦獲授「法國元帥」的頭銜。
福煦認為讓協約國軍隊轉守為攻、回到戰略進攻態勢的時機已經成熟。大量登陸歐洲的美國遠征軍（AEF，由約翰·潘興將軍指揮）使協約國軍隊的士氣大振:472。潘興將軍希望其部隊能獨立負擔作戰任務。與此同時，英國遠征軍（BEF）亦獲得大量自西奈及巴勒斯坦戰役與義大利戰線返國的部隊以及來自英國本土的後備部隊的增援:155。
協約國將領們曾提出多種版本的進攻計畫草案，但福煦元帥最終選擇了由英國遠征軍總司令道格拉斯·黑格元帥所提出的版本；其內容為對索姆河、亞眠東部與1916年索姆河戰役戰場舊址西南部地區發動攻擊，以驅逐威脅亞眠－巴黎鐵路的德軍部隊:472。福煦元帥基於數個理由而選擇索姆河地區作為合適的攻勢發動地點。首先，皮卡第地區地勢寬廣平坦，有利於協約國坦克行進；其次，由於部署於索姆河沿線的德意志帝國陸軍第2軍團已多次遭澳洲軍隊以其稱為「和平滲透」的戰術騷擾，故其戰鬥力相對較弱，協約國軍隊將可以較小的代價突破該處德軍防線。

## 戰鬥

### 在皮卡第的推進

#### 亞眠戰役
亞眠戰役（與法軍自南方共同發動的攻勢合稱為「蒙迪迪耶戰役」）於1918年8月8日爆發；協約國的兵力包含由澳大利亞、加拿大、英國與法國等多國部隊共同組成10個師的部隊與逾500輛坦克支援:497。協約國透過精心的計劃與準備成功奇襲了德軍:20,95。該次攻勢由英國陸軍第四軍團領導，突破了德軍防線；坦克部隊則對其後方陣地發動攻擊，造成德軍士兵的恐慌與困惑。至該日結束時，協約國軍隊已在索姆河南方的德軍戰線上造成一處寬24公里的空隙，並俘獲了17,000名德軍戰俘與330門火炮。據估計，德軍共損失了30,000名兵力，而協約國軍隊方面則僅有6,500人陣亡、受傷與失蹤。德軍內部士氣的崩潰使德軍指揮官埃里希·魯登道夫將軍將該日稱為「德軍最黑暗的一天」:20,95。
此後協約國又繼續向前推進了三天，但均未能再獲得如8月8日的奇襲那樣出色的戰果，主要原因是其推進過於迅速，使後方的火炮與補給線無法提供前線部隊支援。在這三天中，協約國軍隊向前推進了19公里，但由於德軍的增援部隊不斷抵達，因此多數的戰果都發生於首日。8月10日，德軍開始自其於3月間發動米夏耶爾作戰時所造成的突出部 (軍事)中撤離，退回興登堡防線。

#### 艾萊特河戰役
亞眠戰役後，由費迪南·福煦元帥率領的協約國聯軍計劃對法國境內的德軍防線發動大規模進攻，將各條戰線推至比利時的列日匯合。
艾萊特河和其運河連結了瓦茲省和埃納省，是部分德軍所佔據的重要陣地。1918年的8月17日至23日，法德雙方為爭奪該河在拉昂附近河堤的控制權爆發了激烈的戰鬥。

### 索姆河

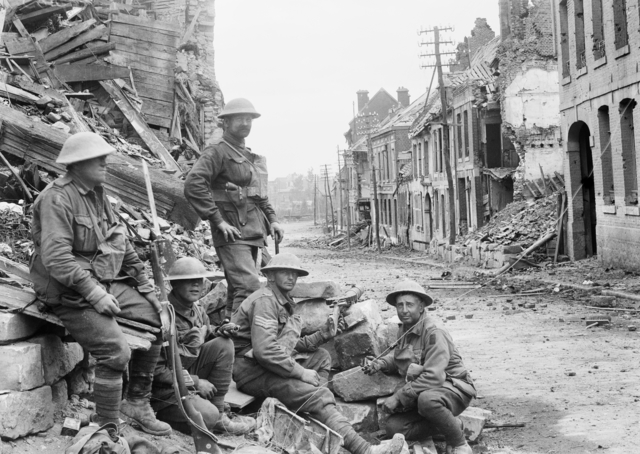
1918年9月1日，澳大利亞陸軍第54營在進攻法國北部市鎮佩羅訥時在街道上設置的一處機槍陣地。

1918年8月15日，福煦元帥要求黑格元帥繼續在亞眠的攻勢，即便當時該地區的協約國軍隊已因缺乏炮兵與補給支援以及德軍的增援等原因而無力再推進。黑格元帥拒絕了這項要求，並著手計畫在阿尔贝發動一波由英國陸軍第三軍團主導的新攻勢，並於8月21日投入實施:713–4。該次攻勢十分成功，部署於寬達55公里正面上的德國第二軍團被迫全線後撤，英軍亦於8月22日奪取阿爾貝。在南方，法國陸軍第十軍團於8月17日發動了第二次努瓦永戰役，隨後於8月29日進佔努瓦永。8月26日，英國陸軍第一軍團通過第二次阿拉斯戰役將戰線向前推進了11公里。英軍於8月29日佔領巴波姆。

### 推進至興登堡防線
隨著同盟國戰線的瓦解，德軍在撤回興登堡防線的途中又與協約國軍隊爆發了數場戰役。亞眠戰役後部署於亞眠東部地區的英國第四軍團在火炮終於抵達前線並獲得彈藥補給後，再次向前推進；澳大利亞軍隊於8月31日夜間橫渡索姆河，隨後在聖康坦山戰役中突破了該地的德軍防線。

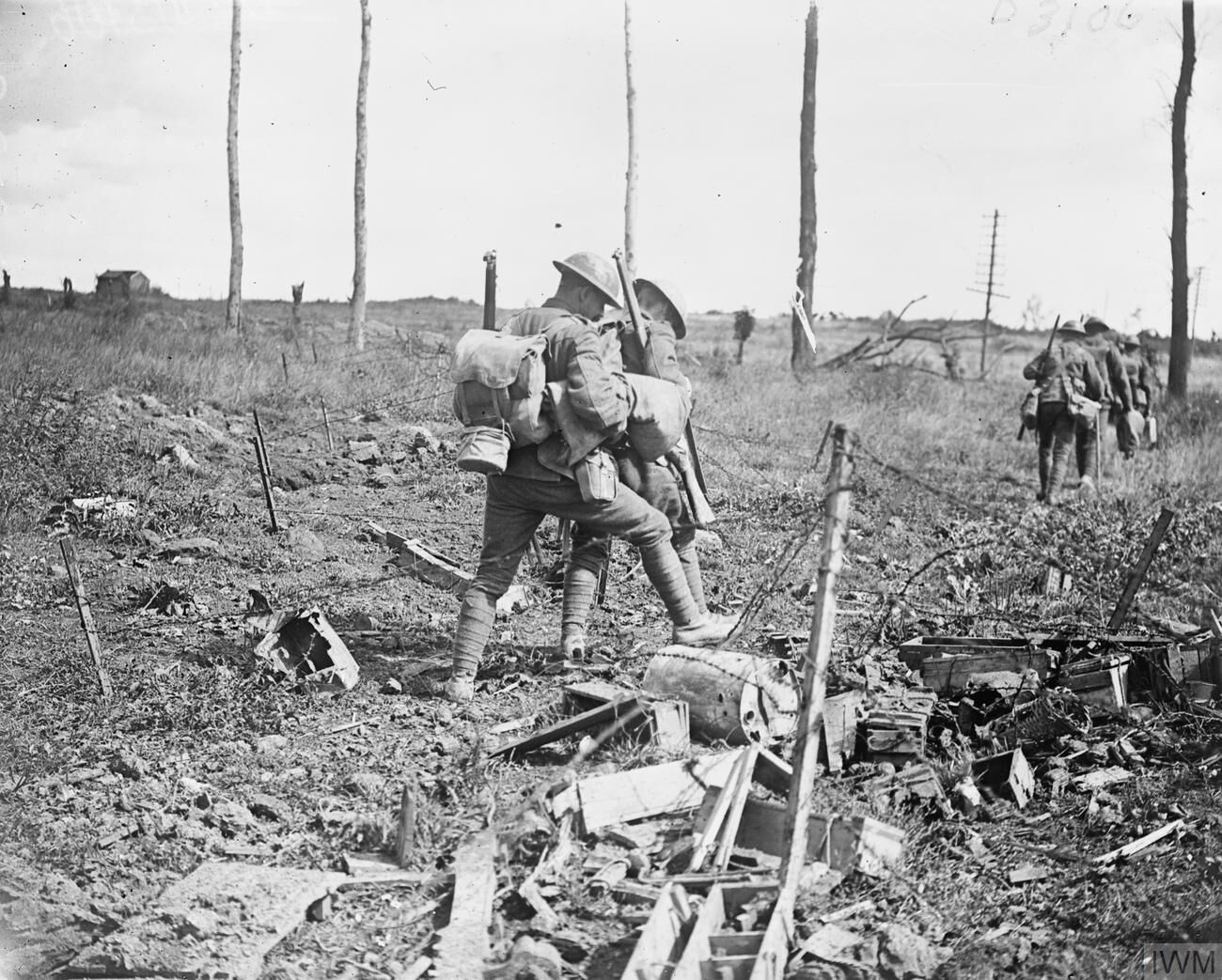
1918年9月1日，英國陸軍第36阿爾斯特師所屬的皇家恩尼斯基倫燧槍兵部隊推進至納夫埃格利斯。

駐紮於英軍南部地區的法國陸軍第一軍團在薩維－達倫戰役中推進至靠近興登堡防線的聖康坦近郊（9月10日）:128–9；法國第十軍團則在沃克賽永戰役中推進至拉昂（9月14日）:125。英國第四軍團則在埃佩伊戰役中沿著聖康坦運河向興登堡防線推進（9月18日）。至9月2日時，德軍已被迫撤退至其發動春季攻勢的起點。

### 興登堡防線戰役

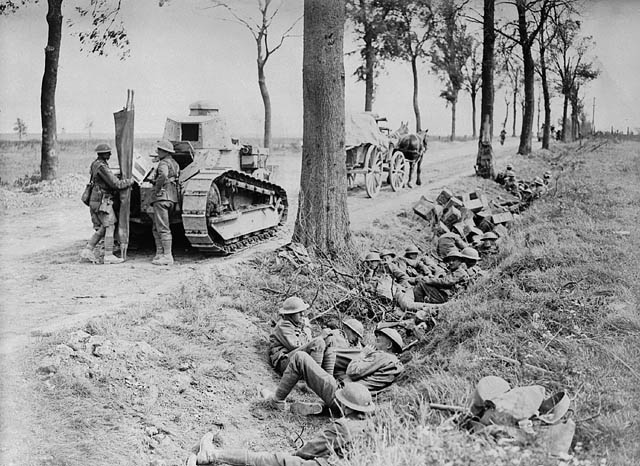
加拿大軍隊在阿拉斯－康布雷公路旁的塹壕中尋找掩護。

福煦計畫對法國境內的德國防線發動一系列攻勢（有時稱為「大攻勢」），並透過截斷德軍部隊之間的橫向通訊達到一次成功的攻勢即可在整條戰線上取得戰果的目標:205–6。德軍主要的防禦力量均集中於興登堡防線上。在福煦的主要攻勢發動前，興登堡防線以西的所有德軍突出部與殘部均於9月12日的阿夫蘭庫爾戰役與聖米耶戰役、埃佩伊戰役以及9月27日的北方運河戰役中遭到殲滅:217。
大攻勢的第一波進攻作戰於9月26日由法軍與美軍共同發動，即默兹-阿戈讷攻勢。是次攻勢多發生於險峻的地形上，因而導致協約國軍隊遲至10月17日才得以突破興登堡防線。兩天後，由比利時國王阿爾貝一世所指揮的法蘭德斯集團軍（GAF, Army Group Flanders；下轄比利時陸軍、英國陸軍第二軍團與法國陸軍第六軍團）對伊珀爾發動攻擊，引發第五次伊珀爾戰役。這兩場攻勢均於初期取得不錯的成果，但稍後亦均因補給困難而被迫放緩。
9月29日，協約國發動對興登堡防線的全面进攻；其中，英國第四軍團（含英軍、澳軍與美軍部隊）對聖康坦運河發動攻擊，而法國第一軍團則主攻聖康坦周遭的德軍防禦工事。至10月5日時，協約國已在寬達31公里的正面上突破了興登堡防線的所有縱深防禦:123。
10月8日，英國第一與第三軍團在第二次康布雷戰役中突破興登堡防線。防線的潰敗迫使德軍指揮部接受戰爭已然失敗的事實。此外，德軍士氣的瓦解亦促使許多協約國將領與政治領袖相信戰爭將於1918年內結束；此前，協約國耗費了大量人力與資源規劃於1919年實施一場決定性的攻勢。

### 後續行動

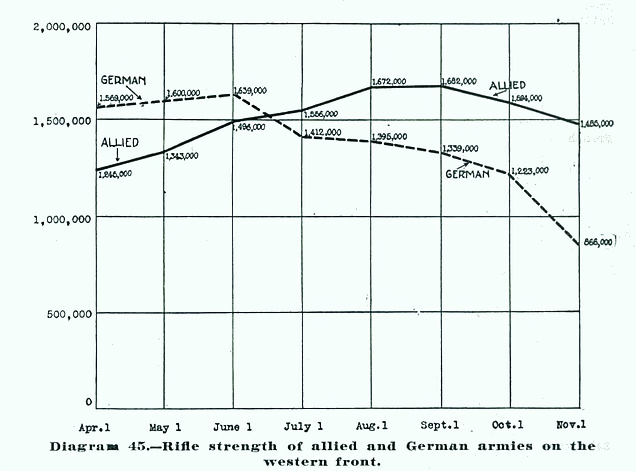
百日攻勢與美軍參戰之前與之後的協約國與德國前線兵力比較。

整個10月間，德軍部隊均不斷自1914年以來佔領的領土上撤退。協約國軍的推進使德軍不斷向法國梅斯至比利時布鲁日的橫向鐵路一線後退。隨著協約國軍不斷逼近，德意志帝國軍隊被迫放棄的重裝備與補給亦隨之增加；這也愈加降低了後者的士氣與抵抗能力。
百日攻勢對協約國與德國雙方均造成了重大的傷亡。各地的戰鬥一直持續至《康邊停戰協定》11月11日上午11時生效前一刻。加拿大軍隊二等兵喬治·勞倫斯·普萊斯於停戰協定生效前兩分鐘陣亡，成為第一次世界大戰中最後一名陣亡的士兵。

## 圖書
- Bond, Brian. . London: Cambridge University Press. 2007. ISBN 978-0-521-03641-2.
- Bean, Charles Edwin Woodrow. . Official History of Australia in the War of 1914–1918 VI 1st. Angus and Robertson. 1942  [29 July 2015]. OCLC 41008291. （原始内容存档于2017-09-30）.
- Blair, Dale. . Frontline Books. 2011. ISBN 9781848325876.
- Christie, Norm M. . CEF Books. 1999. ISBN 1-896979-20-3.
- Christie, Norm M. . CEF Books. 2005. ISBN 1-896979-43-2. OCLC 60369666.
- Christie, Norm M. . CEF Books. 1997. ISBN 1-896979-18-1.
- Dancocks, Daniel George. . Hurtig. 1987. ISBN 0-88830-310-6. OCLC 16354705.
- Hanotaux, Gabriel.  17. Paris: Gounouilhou. 1924. OCLC 175115527 （法语）.
- Livesay, John Frederick Bligh. . Thomas Allen. 1919. OCLC 471474361.
- Lloyd, Nick. . Viking. 2013. ISBN 978-0-670-92006-8.
- Montgomery, Sir A. . London: Hodder & Stoughton. 1920  [29 July 2015]. OCLC 682022494.
- Orgill, Douglas. . New York: Ballantine. 1972. ISBN 0-345-02608-X.
- Priestley, R. E. . London: Unwin. 1919  [29 July 2015]. OCLC 671679006.
- Schreiber, Shane B. . St.Catharine's, Ontario: Vanwell. 2004. ISBN 1-55125-096-9.

## 外部連結
- Maps of Europe during the Allied Hundred Days Offensive at omniatlas.com